# Heterospingus
Heterospingus és un gènere d'ocells de la família dels tràupids (Thraupidae).

## Taxonomia
Segons la Classificació del Congrés Ornitològic Internacional (versió 14.2, 2024) aquest gènere està format per dues espècies:
- Tàngara fumada (Heterospingus rubrifrons Lawrence, 1865)
- Tàngara cella-roja (Heterospingus xanthopygius Sclater, PL, 1855)